# Alexander Imich
Alexander Herbert Imich (Częstochowa, 4 de fevereiro de 1903 – Nova Iorque, 8 de junho de 2014) foi um norte-americano nascido na Polônia. Parapsicólogo e escritor, era o presidente do Centro de Pesquisa de Fenômenos Anômalos em Nova Iorque. Ele nasceu em 1903 em terras que integravam o Império Russo.
Alexander Imich, um supercentenário, tornou-se o mais antigo homem vivo após a morte de Arturo Licata da Itália, em 24 de abril de 2014  até sua própria morte, com a idade de 111 anos 124 dias, Alexander Imich foi certificado pela Guinness World Records como o homem mais velho do mundo.

## Serviço de guerra
Alexander Imich afirmou que, aos 15 anos, ele e o resto da turma se juntaram às forças polonesas para lutar contra os bolcheviques em 1918.  Seu irmão mais velho serviu como instrutor na divisão automóvel, assim Alexander Imich aprendeu a dirigir caminhões para o exército até as forças bolcheviques serem repelidas e poder voltar para a escola.

## Carreira acadêmica
Obteve um doutorado em zoologia na Universidade Jagieloniana em Cracóvia em 1929,  mas como não conseguiu encontrar uma posição acadêmica em zoologia, mudou para química. Durante as décadas de 1920 e 1930 ele fez alguma pesquisa sobre uma médium, Matylda, para a Sociedade Polonesa de Pesquisa Psíquica. Publicou um relatório em 1932 em um jornal alemão, Zeitschrift für Parapsychologie, mas todas as notas inéditas e fotos da investigação foram perdidos durante a Segunda Guerra Mundial, restando o relato publicado em seu livro.

## Segunda Guerra Mundial
Durante a Segunda Guerra Mundial, Imich e sua esposa Wela (pronúncia Vela) fugiram para Białystok, cidade ocupada pela União Soviética, onde foi empregado como químico. O casal foi posteriormente internado num campo de trabalhos durante a guerra, devido à sua recusa em aceitar a cidadania soviética. Eles acabaram sendo libertados e optaram por emigrar para os EUA em 1951, e quase todos os seus parentes e amigos polacos morreram durante a guerra.

## A vida nos Estados Unidos
Em 1952, Imich e sua esposa Wela (falecida em 1986) emigrou para os Estados Unidos, primeiro a Pennsylvania e depois para Nova York, dividindo seu tempo entre ambos os lugares. Para ganhar a vida, Imich inicialmente assumiu a química, mas uma vez que Wela fez carreira como psicóloga em 1965, ele se voltou para a parapsicologia.  Depois de se tornar viúvo em 1986, ele continuou o seu interesse em parapsicologia ao longo da vida, promovendo o Prêmio Imich para Pesquisa Parapsicológica [Imich Essay Contest] por vários anos, até que ele começou a ter problemas financeiros.
Imich escreveu inúmeros artigos e intensa correspondência para revistas da área, bem como editou um livro, Incredible Tales of the Paranormal [Incríveis Histórias do Paranormal], publicado pela Bramble Books, em 1995. Ele formou o Centro de Pesquisa de Fenômenos Anômalos em 1999, tentando encontrar uma maneira de produzir "a demonstração crucial", cujo objetivo seria demonstrar a realidade dos fenômenos paranormais para os principais cientistas e o público em geral. Em 2012, ele começou a transferir os arquivos de sua investigação sobre o paranormal para a Universidade de Manitoba, Departamento de Arquivos e Coleções Especiais. Ele praticava a restrição de calorias e atribuiu a esta sua longevidade.
Imich morreu em 8 de junho, 2014, às 9:03, de causas naturais aos 111 anos. Foi sucedido como o homem mais velho do mundo por Sakari Momoi do Japão (nascido em 5 de fevereiro de 1903, um dia depois de Alexander Imich).

## Prêmio Imich para Pesquisa Parapsicológica
Alexander Imich promoveu entre 1989 e 2004, aproximadamente, um prêmio para ensaios parapsicológicos originais. A seguir, por ano, lista com o vencedor e o título do ensaio:
- 1989: Joseph H. Rush. How the scientific establishment’s acceptance of ESP and PK would influence contemporary society? [De que modo a aceitação da ESP e do PK pelo establishment científico poderia influenciar a sociedade contemporânea?][4]
- 1990: James McClennon. Parapsychological legitimacy and social change. [Legitimidade parapsicológica e transformação social.][5]
- 1991: Susan Blackmore. Psi in Science [Psi na Ciência].[6]
- 1992: sem informações.
- 1993: Nils O. Jacobson & Jens A. Tellefsen. Dowsing along the PSI track – A novel procedure for studying unusual perception [Auscultando a trilha PSI – Um novo procedimento para estudar as percepções incomuns].[7]
- 1994: sem informações.
- 1995: sem informações.
- 1996: Dean Radin.
- 1997: Michael Levin & Michael Grosso.
- 1998: sem informações.
- 1999: Patricia B. Corbett. UFOs – A challenge to mainstream science [UFOs – Um desafio para a ciência do mainstream].
- 2000: Theresa M. Danna. A link of love [Uma ligação de amor].
- 2001: Deirdre Quiery.
- 2002: sem informações.
- 2003: sem informações.
- 2004: Vernon M. Neppe. Why parapsychology is amongst the most important of the sciences [Por que a Parapsicologia está entre as ciências mais importantes].[8]